# Myron Bander
Myron Bander (ur. 11 grudnia 1937(dts) w Bełżycach, zm. 19 grudnia 2012(dts) w Fort Lauderdale) – amerykański astrofizyk polsko-żydowskiego pochodzenia, ocalony z Holocaustu.

## Ocalenie z Holocaustu
Urodził się w Bełżycach, w rodzinie Eliasa, lekarza, i Reginy z domu Zielonka. W młodości mieszkał wraz z rodziną w Borysławiu. Po rozpoczęciu niemieckiej okupacji Banderowie zostali uwięzieni w getcie. Pomagała im wówczas rodzina Krzyształowskich, której głowa, Józef, był przed wojną pacjentem Eliasa. Do lata 1943 roku Niemcy zlikwidowali getto i wymordowali większość borysławskich Żydów. Niedługo po tych wydarzeniach Krzyształowscy przyjęli pod swój dach Myrona i jego rodziców. Banderowie przetrwali ukryci w specjalnie zaadaptowanym strychu do sierpnia 1944, kiedy do Borysławia wkroczyła Armia Czerwona.
Po wkroczeniu Sowietów Elias Bander natychmiast zaczął w Borysławiu organizować szpital. Po kilku miesiącach rodzina przeniosła się jednak do Łodzi, a następnie do Niemiec. W 1949 wyjechali do Stanów Zjednoczonych. Elias nostryfikował dyplom lekarski. W 1959 nawiązał kontakt z Krzyształowskimi. Zaprosili do USA Irenę Senderską-Rzońca (z d. Krzyształowską) wraz z wnukiem. Elias zmarł w 1975, Regina w 1984.  W 2000, na wniosek Myrona, Krzyształowscy zostali odznaczeni medalami Sprawiedliwych wśród Narodów Świata nr 9077.

## Kariera naukowa
W USA uczęszczał do szkoły średniej Brooklyn Tech. Uzyskał na Uniwersytecie Columbia tytuł Bachelor of Science z fizyki w 1958, a rok później tytuł Master of Science. Doktoryzował się w 1962 na podstawie pracy o rozpadzie mionów na elektrony. Odbywał staże naukowe w CERN, na Uniwersytecie Kopenhaskim, Uniwersytecie Paryskim (1962–1963) i w Stanford Linear Accelerator Center (1963–1966).
W lipcu 1966 rozpoczął pracę jako adiunkt (assistant professor) na Uniwersytecie Kalifornijskim w Irvine. Związany z tamtejszymi Katedrami Systemu Nauk o Ziemi (Department of Earth System Science) oraz Fizyki i Kosmologii Astronomii (Department of Physics and Astronomy’s Cosmology). Pełnił liczne funkcje: dwukrotnie kierował Instytutem Fizyki i Astronomii (1978–1980; 1992–1995), był dziekanem School of Physical Sciences (1980–1986). Członek Amerykańskiego Towarzystwa Fizycznego. Współpracował także z naukowcami izraelskimi – zasiadał w zarządzie Amerykańskiego Komitetu Instytutu Naukowego Weizmana (1986–2001).
W ramach fizyki teoretycznej zajmował się cząstkami elementarnymi, kwantowej teorii pola, mechaniką statystyczną, ogólną teorią względności. Za najbardziej znaczące publikacje Bandera uznaje się CP Noninvariance in the Decays of Heavy Charged Quark Systems z 1979 (wspólnie z Dennisem Silvermanem i Amarjitem Sonim) oraz Constraint on the Mass Scale of a Left-Right-Symmetric Electroweak Theory from the KL – KS Mass Difference z 1982 (wspólnie z Gregorym Beallem i A. Sonim).
Zmarł w 2012 na atak serca. Został pochowany w Newport Beach w dzielnicy Corona del Mar. Jego żona, Carol Bander z domu Heimberg (zm. 2018), była profesorem germanistyki. Ich wspólną pasją były podróże, odwiedzili razem przeszło sto państw.